# Relations entre l'Azerbaïdjan et le Brunei
Les relations entre l'Azerbaïdjan et le Brunei sont les relations diplomatiques entre la république d'Azerbaïdjan et le Brunei Darussalam.

## Histoire
L'Azerbaïdjan et le Brunei ont établi des relations diplomatiques en 1995.